# Daulia (bướm đêm)
Daulia là một chi bướm đêm thuộc họ Crambidae.

## Các loài
Chi này có các loài sau:
- Daulia afralis Walker, 1859
- Daulia argentuosalis (Swinhoe, 1890)
- Daulia argyrophoralis Hampson, 1907
- Daulia arizonensis Munroe, 1957
- Daulia auriplumbea (Warren, 1914)
- Daulia magdalena (Fernald, 1892)
- Daulia subaurealis (Walker, 1866)